# Mulloidichthys
Mulloidichthys är ett släkte av fiskar. Mulloidichthys ingår i familjen mullefiskar.
Kladogram enligt Catalogue of Life:
| Mulloidichthys | \| \| Mulloidichthys ayliffe \| \| \| \| \| \| mexikansk mulle \| \| \| \| \| \| Mulloidichthys flavolineatus \| \| \| \| \| \| Mulloidichthys martinicus \| \| \| \| \| \| Mulloidichthys mimicus \| \| \| \| \| \| Mulloidichthys pfluegeri \| \| \| \| \| \| Mulloidichthys vanicolensis \| \| \| \| |
|                | \| \| Mulloidichthys ayliffe \| \| \| \| \| \| mexikansk mulle \| \| \| \| \| \| Mulloidichthys flavolineatus \| \| \| \| \| \| Mulloidichthys martinicus \| \| \| \| \| \| Mulloidichthys mimicus \| \| \| \| \| \| Mulloidichthys pfluegeri \| \| \| \| \| \| Mulloidichthys vanicolensis \| \| \| \| |
|                | Mullus |
|                | |
|                | Parupeneus |
|                | |
|                | Pseudupeneus |
|                | |
|                | Upeneichthys |
|                | |
|                | Upeneus |
|                | |
|                | Mulloidichthys ayliffe |
|                | |
|                | mexikansk mulle |
|                | |
|                | Mulloidichthys flavolineatus |
|                | |
|                | Mulloidichthys martinicus |
|                | |
|                | Mulloidichthys mimicus |
|                | |
|                | Mulloidichthys pfluegeri |
|                | |
|                | Mulloidichthys vanicolensis |
|                | |

|  | Mulloidichthys ayliffe       |
|  |                              |
|  | mexikansk mulle              |
|  |                              |
|  | Mulloidichthys flavolineatus |
|  |                              |
|  | Mulloidichthys martinicus    |
|  |                              |
|  | Mulloidichthys mimicus       |
|  |                              |
|  | Mulloidichthys pfluegeri     |
|  |                              |
|  | Mulloidichthys vanicolensis  |
|  |                              |